# Aldama, Tamaulipas
Aldama là một đô thị thuộc bang Tamaulipas, México. Năm 2005, dân số của đô thị này là 27676 người.